# Stray Cats
Stray Cats ist eine US-amerikanische Band. Ihre Musik, ein Mix aus Rockabilly und Punk, orientierte sich stark an ihren Idolen wie Eddie Cochran und Gene Vincent. Mit dieser Mischung brachten sie ein musikalisches Revival ins Rollen, welches als Neo-Rockabilly bezeichnet wurde. Weitere Bands dieses Sub-Genres waren unter anderem die Polecats und Matchbox.

## Geschichte

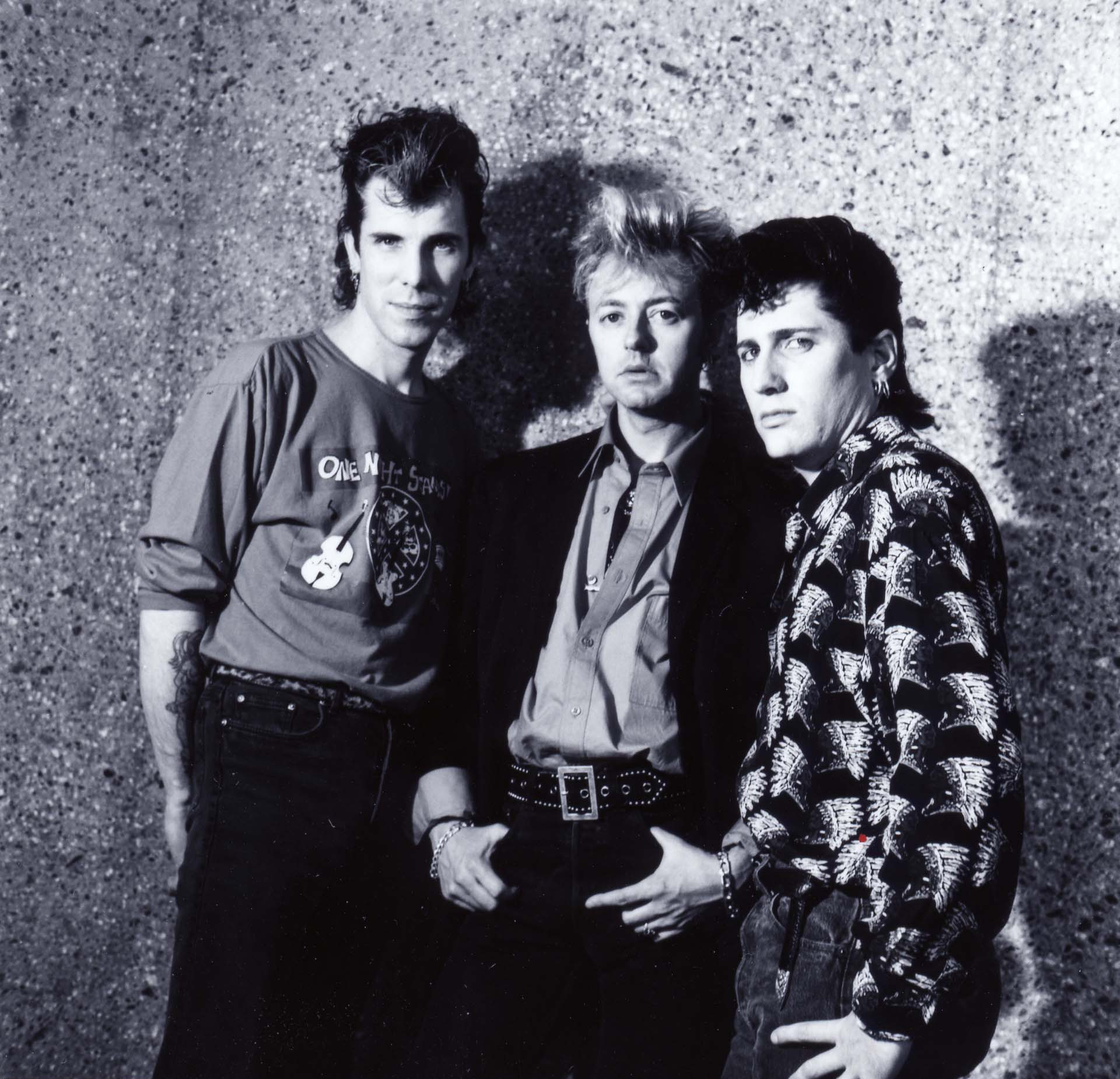
Die Stray Cats in Japan (Photo: Masao Nakagami)

Die Band wurde im Sommer 1979 von Brian Setzer (Gesang und Gitarre), Slim Jim Phantom (Schlagzeug) und Lee Rocker (Kontrabass) unter dem Namen Brian Setzer and the Tomcats gegründet. Im Juni 1980 siedelte die Band von Long Island Town Of Massapeaqua, New York, nach Großbritannien über, in der Erwartung, dass das europäische Publikum ihre Musik besser zu schätzen wisse als das amerikanische. Dave Edmunds übernahm dort die Produktion ihrer ersten Singles und von Teilen des ersten Albums.
1982 war die Band unter anderem im Vorprogramm der US-Tour der Rolling Stones zu sehen, wo sie als The Stray Cats auftraten. 1983 gelang der endgültige Durchbruch in Deutschland mit dem Konzert auf der Loreley am 20. August, wo sie unter dem heute bekannten Namen auftraten. 1984 trennte sich die Gruppe zum ersten Mal, doch schon 1986 kam es zu einer Reunion. In deren Folge trat die Band bis 1992 auf.
Danach gingen die einzelnen Mitglieder ihren Solo-Karrieren nach, wobei Brian Setzer mit dem Brian Setzer Orchestra am erfolgreichsten war. Slim Jim Phantom spielte unter anderem mit dem Gründer und Frontmann der Metal-Band Motörhead Lemmy Kilmister bei The Head Cat. Nach einem erneuten Zusammenfinden im Jahr 2003 kam es am 5. Juli 2003 bei einem Hootenanny in Kalifornien zu einem ersten Reunion-Konzert, dem eine Tour durch die USA und Europa folgte. Dabei wurde das Live-Album Rumble In Brixton samt DVD aufgenommen. Später kümmerten sich die einzelnen Bandmitglieder wieder um ihre Soloprojekte und Brian Setzer tourte mit dem Brian Setzer Orchestra. Im Jahr 2008 gingen sie erneut in Originalformation auf Welttournee, unter anderem auch in Deutschland.

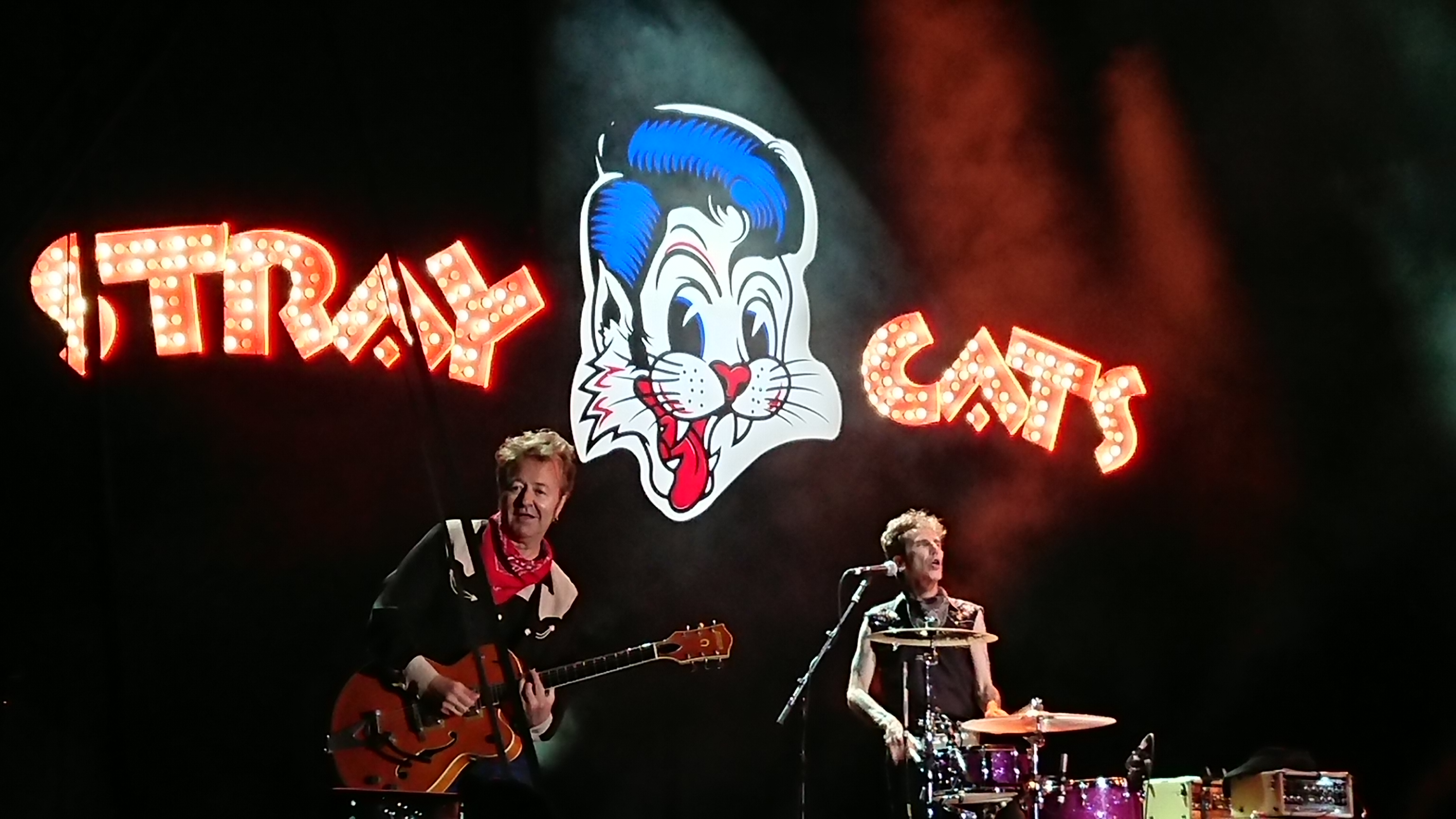
Brian Setzer und Slim Jim Phantom in München am 11. Juli 2019 bei ihrer 40er-Tour

Am 21. April 2018 traten die Stray Cats auf dem Rockabilly Weekender in Las Vegas als Headliner auf. Die Stray Cats verkündeten im Oktober 2018, dass sie in Nashville an einem neuen Album arbeiten.
Zum 40-jährigen Jubiläum wurde dieses Album veröffentlicht und die Stray Cats unternahmen im Jahr 2019 wie angekündigt eine weltweite Tour, die sie unter anderem auch nach Europa führte.

## Diskografie

### Studioalben
| Jahr | Titel                            | Höchstplatzierung, Gesamtwochen, AuszeichnungChartplatzierungen (Jahr, Titel, Platzierungen, Wochen, Auszeichnungen, Anmerkungen) | Höchstplatzierung, Gesamtwochen, AuszeichnungChartplatzierungen (Jahr, Titel, Platzierungen, Wochen, Auszeichnungen, Anmerkungen) | Höchstplatzierung, Gesamtwochen, AuszeichnungChartplatzierungen (Jahr, Titel, Platzierungen, Wochen, Auszeichnungen, Anmerkungen) | Höchstplatzierung, Gesamtwochen, AuszeichnungChartplatzierungen (Jahr, Titel, Platzierungen, Wochen, Auszeichnungen, Anmerkungen) | Höchstplatzierung, Gesamtwochen, AuszeichnungChartplatzierungen (Jahr, Titel, Platzierungen, Wochen, Auszeichnungen, Anmerkungen) | Anmerkungen                             |
| Jahr | Titel                            | DE | AT | CH | UK | US | Anmerkungen                             |
| ---- | -------------------------------- | --- | --- | --- | --- | --- | --------------------------------------- |
| 1981 | Stray Cats                       | — | — | — | UK6 Gold · (22 Wo.)UK | — | Erstveröffentlichung: Februar 1981      |
| 1981 | Gonna Ball                       | — | — | — | UK48 Silber · (4 Wo.)UK | — | Erstveröffentlichung: November 1981     |
| 1983 | Rant n’ Rave with the Stray Cats | DE25 (10 Wo.)DE | — | CH27 (3 Wo.)CH | UK51 (5 Wo.)UK | US27 Gold · (24 Wo.)US | Erstveröffentlichung: 15. August 1983   |
| 1986 | Therapy                          | — | — | — | — | US122 (5 Wo.)US | Erstveröffentlichung: 22. August 1986   |
| 1989 | Blast Off!                       | — | — | — | UK58 (1 Wo.)UK | US111 (9 Wo.)US | Erstveröffentlichung: März 1989         |
| 1990 | Let’s Go Faster                  | — | — | — | — | — | Erstveröffentlichung: 19. Dezember 1990 |
| 1992 | Choo Choo Hot Fish               | — | — | — | — | — | Erstveröffentlichung: 22. Mai 1992      |
| 1993 | Original Cool                    | — | — | — | — | — | Erstveröffentlichung: 26. Mai 1993      |
| 2019 | 40                               | DE6 (2 Wo.)DE | AT25 (1 Wo.)AT | CH7 (3 Wo.)CH | UK53 (1 Wo.)UK | US5 (2 Wo.)US | Erstveröffentlichung: 24. Mai 2019      |

grau schraffiert: keine Chartdaten aus diesem Jahr verfügbar

### Livealben
| Jahr | Titel                              | Höchstplatzierung, Gesamtwochen, AuszeichnungChartplatzierungen (Jahr, Titel, Platzierungen, Wochen, Auszeichnungen, Anmerkungen) | Höchstplatzierung, Gesamtwochen, AuszeichnungChartplatzierungen (Jahr, Titel, Platzierungen, Wochen, Auszeichnungen, Anmerkungen) | Anmerkungen                             |
| Jahr | Titel                              | DE | CH | Anmerkungen                             |
| ---- | ---------------------------------- | --- | --- | --------------------------------------- |
| 2020 | Rock This Town – From LA to London | DE20 (1 Wo.)DE | CH98 (1 Wo.)CH | Erstveröffentlichung: 9. September 2020 |

Weitere Livealben
- 1994: Live – Tear It Up
- 1994: Something Else – Live
- 1999: Struttin' – Live
- 1999: Live
- 1999: Rockabilly Rules – At Their Best... Live
- 2001: Feline Frisky
- 2002: Runaway Boys Live!
- 2004: Rumble in Brixton
- 2015: Live at Rockpalast – 1983 Loreley Open Air + 1981 Cologne

### Kompilationen
| Jahr | Titel                        | Höchstplatzierung, Gesamtwochen, AuszeichnungChartplatzierungen (Jahr, Titel, Platzierungen, Wochen, Auszeichnungen, Anmerkungen) | Höchstplatzierung, Gesamtwochen, AuszeichnungChartplatzierungen (Jahr, Titel, Platzierungen, Wochen, Auszeichnungen, Anmerkungen) | Anmerkungen                              |
| Jahr | Titel                        | DE | US | Anmerkungen                              |
| ---- | ---------------------------- | --- | --- | ---------------------------------------- |
| 1982 | Built for Speed              | — | US156 Platin · (74 Wo.)US | Erstveröffentlichung: 7. Juni 1982       |
| 2019 | Runaway Boys – The Anthology | DE85 (1 Wo.)DE | — | Erstveröffentlichung: 27. September 2019 |

Weitere Kompilationen
- 1990: Back to the Alley: The Best of the Stray Cats
- 1990: The Best of the Stray Cats – Rock This Town
- 1992: Greatest Hits
- 1994: Japanese Box Set (3 LPs + eine 7"-Single) (enthält die Stray-Cats-Alben Stray Cats, Gonna Ball und Rant and Rave with Stray Cats sowie die erste Stray-Cats-Single Runaway Boys/My One Desire)
- 1996: The Best of Stray Cats
- 1997: Runaway Boys: A Retrospective '81 to '92
- 2000: Greatest Hits
- 2000: Hollywood Strut – Unreleased Cuts
- 2003: The Very Best Of
- 2013: Rock This Town – The Collection

### Singles
| Jahr | Titel Album                                                | Höchstplatzierung, Gesamtwochen, AuszeichnungChartplatzierungen (Jahr, Titel, Album, Platzierungen, Wochen, Auszeichnungen, Anmerkungen) | Höchstplatzierung, Gesamtwochen, AuszeichnungChartplatzierungen (Jahr, Titel, Album, Platzierungen, Wochen, Auszeichnungen, Anmerkungen) | Anmerkungen                                 |
| Jahr | Titel Album                                                | UK | US | Anmerkungen                                 |
| ---- | ---------------------------------------------------------- | --- | --- | ------------------------------------------- |
| 1980 | Runaway Boys Stray Cats                                    | UK9 Silber · (10 Wo.)UK | — | Erstveröffentlichung: 21. November 1980     |
| 1981 | Rock This Town Stray Cats                                  | UK9 (8 Wo.)UK | US9 (21 Wo.)US | Erstveröffentlichung: 30. Januar 1981       |
| 1981 | Stray Cat Strut Stray Cats                                 | UK11 (10 Wo.)UK | — | Erstveröffentlichung: 17. April 1981        |
| 1981 | The Race Is On Twangin...                                  | UK34 (6 Wo.)UK | — | Erstveröffentlichung: 1981 mit Dave Edmunds |
| 1981 | You Don’t Believe Me Gonna Ball                            | UK57 (3 Wo.)UK | — | Erstveröffentlichung: 1981                  |
| 1983 | (She’s) Sexy & 17 Rant n’ Rave with the Stray Cats         | UK29 (9 Wo.)UK | US5 (15 Wo.)US | Erstveröffentlichung: Juli 1983             |
| 1983 | I Won’t Stand in Your Way Rant n’ Rave with the Stray Cats | — | US35 (13 Wo.)US | Erstveröffentlichung: 1983                  |
| 1983 | Look at That Cadillac Rant n’ Rave with the Stray Cats     | — | US68 (5 Wo.)US | Erstveröffentlichung: 1983                  |
| 1983 | Rebels Rule Rant n’ Rave with the Stray Cats               | UK90 (3 Wo.)UK | — | Erstveröffentlichung: 1983                  |
| 1989 | Bring It Back Again Blast Off!                             | UK64 (3 Wo.)UK | — | Erstveröffentlichung: 1989                  |
| 1989 | Gina Blast Off!                                            | UK88 (2 Wo.)UK | — | Erstveröffentlichung: 1989                  |

Weitere Singles
- 1981: Little Miss Prissy
- 1989: Gene & Eddie
- 1992: Elvis on Velvet
- 1992: Cry Baby
- 2019: Cat Fight (Over a Dog Like Me)

### Videoalben
- 1990: Rock Tokyo
- 1992: Best Of
- 1993: This Country’s Rockin
- 2001: Greatest Hits!
- 2004: Rumble in Brixton
- 2015: Live at Rockpalast – 1983 Loreley Open Air + 1981 Cologne

## Auszeichnungen für Musikverkäufe
| Goldene Schallplatte - Frankreich - 1982: für das Album Gonna Ball | Platin-Schallplatte - Neuseeland - 1981: für das Album Stray Cats |

Anmerkung: Auszeichnungen in Ländern aus den Charttabellen bzw. Chartboxen sind in ebendiesen zu finden.
| Land/RegionAuszeichnungen für Musikverkäufe (Land/Region, Auszeichnungen, Verkäufe, Quellen) | Silber     | Gold     | Platin     | Verkäufe  | Quellen                   |
| -------------------------------------------------------------------------------------------- | ---------- | -------- | ---------- | --------- | ------------------------- |
| Frankreich (SNEP)                                                                            | —          | Gold1    | —          | 100.000   | infodisc.fr               |
| Neuseeland (RMNZ)                                                                            | —          | —        | Platin1    | 20.000    | aotearoamusiccharts.co.nz |
| Vereinigte Staaten (RIAA)                                                                    | —          | Gold1    | Platin1    | 1.500.000 | riaa.com                  |
| Vereinigtes Königreich (BPI)                                                                 | 2× Silber2 | Gold1    | —          | 410.000   | bpi.co.uk                 |
| Insgesamt                                                                                    | 2× Silber2 | 3× Gold3 | 2× Platin2 |           |                           |